# Ramón Villanueva
José Ramón Villanueva García fue un político mexicano miembro del Partido de la Revolución Democrática. 
Nació en México, D. F.. En 1981, siendo miembro del Partido Comunista Mexicano llegó a Alcozauca de Guerrero con el fin de apoyar la campaña de Abel Salazar Bazán, quien se convirtió en el primer presidente municipal comunista en México. Al lado de Ramón Sosamontes fue colaborador de Othón Salazar Ramírez y de la misma manera se convirtió en Director de Desarrollo Rural cuando éste fue Presidente Municipal. 
En Tlapa de Comonfort fue dirigente del Comité Municipal del PRD y de 1996 a 1999 fue regidor por el mismo partido durante la presidencia municipal de Julio Guerrero Zurita, mismo que fue depuesto de su cargo y aprehendido por la Procuraduría General de la República (PGR) por dirigir una banda de secuestradores. Villanueva se convirtió durante ese lapso en el único regidor que demandó a la PGR por medio de un escrito enviado al Congreso de Guerrero respeto a la autonomía municipal por los cateos que se dieron en el ayuntamiento.
Murió de un infarto el 9 de mayo de 2009 en Tlapa de Comonfort, Guerrero, cuando se desempeñaba como coordinador de políticas de gobernabilidad en la actual administración del priista Willy Reyes Ramos. 